# جون كوكس (سياسي)
جون كوكس (بالإنجليزية: John Cox)‏ هو سياسي أمريكي، ولد في 13 أغسطس 1944 في ويلمينغتون في الولايات المتحدة. حزبياً، نشط في الحزب الجمهوري. وقد انتخب عضو مجلس نواب فرجينيا (2010 – 2014).